# Baie Cascumpèque

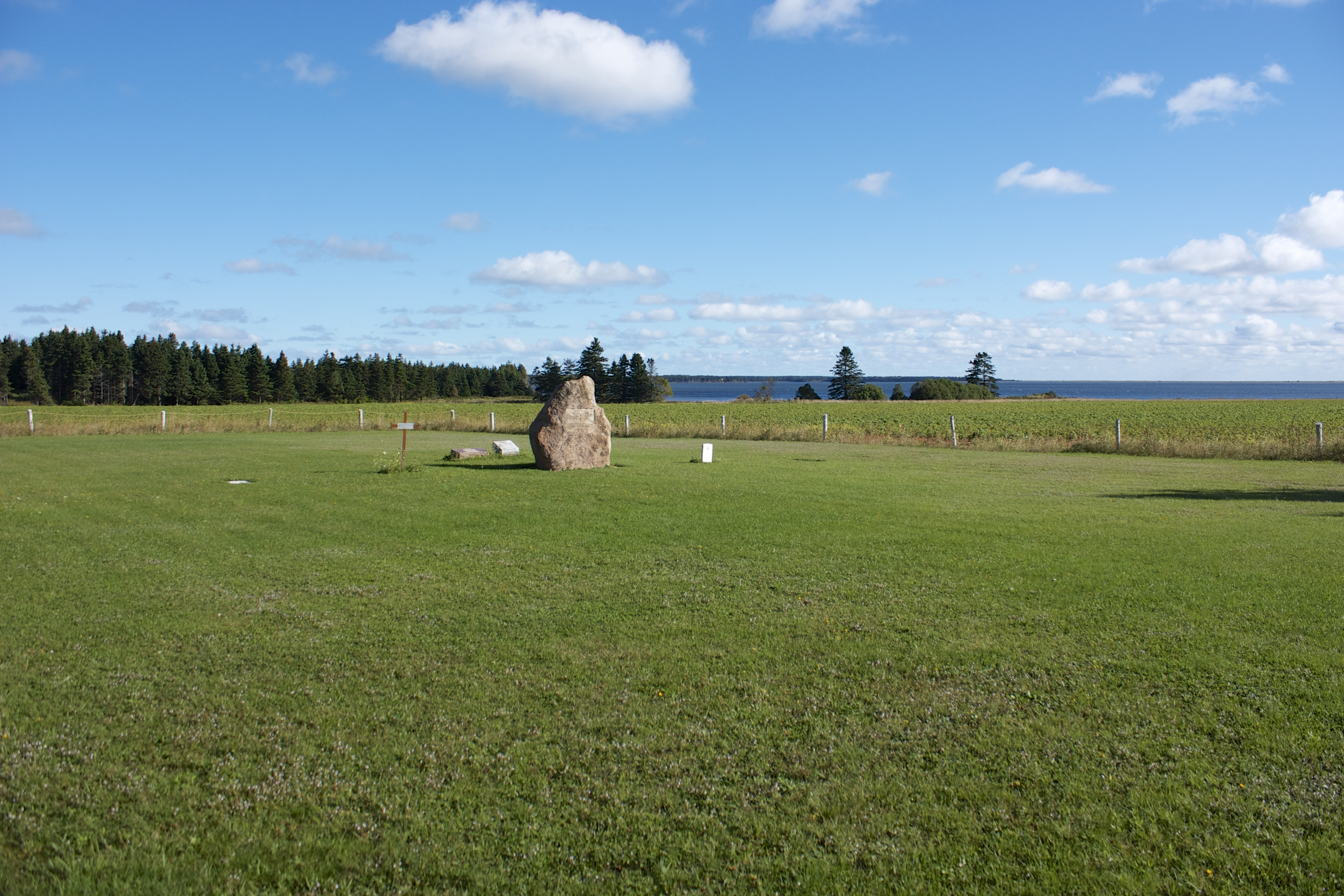
Vue de la baie Cascumpèque depuis l'ancien cimetière acadien de Cascumpèque.

La baie Cascumpèque est une baie de la côte Nord-Ouest de l'Île du Prince-Édouard, donnant sur le golfe du Saint-Laurent. Elle mesure environ 5 km de profondeur et 10 km de largeur au niveau du village de Cascumpec.

## Étymologie
Le nom « Cascumpèque » provient du mot micmac Kaskamkek, signifiant « rivage de sable lumineux ou vif ». Le navigateur Jacques Cartier la dénommée baie Cascumpèque, lors de son premier voyage au Canada en 1534. La baie Cascumpèque fut colonisée par les Acadiens qui s'installèrent au côté des Amérindiens de la Nation Micmacs qui habitaient ce territoire depuis des siècles.

## Géographie
La baie Cascumpèque a une superficie d'environ 40 km2. Partiellement fermée du golfe du Saint-Laurent, par une série de bandes de sable, elle comprend un îlot principal, l'île d'Oultons.
La baie reçoit les eaux de la rivière Dock et de la rivière Mill.

## Histoire
Après la déportation des Acadiens et le Grand dérangement, des Acadiens sont revenus s'installer le long de cette baie, au début du XIXe siècle, notamment dans le village de Cascumpèque où ils réédifièrent une chapelle qu'ils nommèrent église Saint-Antoine et établirent une paroisse en son nom.

## Économie
La baie Cascumpèque est réputée pour ses huîtres et ses moules.